# 早稲田大学大学院公共経営研究科
早稲田大学大学院公共経営研究科（わせだだいがくだいがくいんこうきょうけいえいけんきゅうか）は、早稲田大学政治経済学術院に設置されていた公共政策大学院。2003年に開設され、2011年の募集停止まで専門職学位課程と博士後期課程の学生募集がされていた。2012年に早稲田大学大学院政治学研究科専門職学位課程公共経営専攻に再編されたが、2020年9月入学を以て募集停止。2021年4月より早稲田大学大学院政治学研究科グローバル公共政策コースに再編された。

## 概要
早稲田大学では、学祖　大隈重信が「人間の寿命は125歳である」と主張していたことにちなみ、125という数字がかねてから重要なエポックとして特別視されてきており、創立125周年を迎える2007年を第二の建学と位置づけていた。その一環として早稲田大学では政官界に有為の人材を輩出しているハーバード大学ケネディスクールに倣い、大隈記念大学院公共経営研究科を創設した。
公共経営的視野に基づいた「公共」に対する洞察力と、高邁な指導者精神、国際性、人間性、責任感を備え、的確な政策判断とマネジメントができるクリエイティブな社会のリーダーの育成を狙う。具体的な方向性としては、国家・地方公務員・国際機関職員・政府系機関職員(独立行政法人など)、政治家、政策担当秘書、ジャーナリスト、NPO・NGOスタッフ、一般企業・シンクタンク・コンサルティング会社などの民間企業人といった人材の養成を目的としている。政官界や企業、国内外のNGOへのインターンシップの充実、公務員試験対策やフィールドワークによる見学の機会の充実も図られていた。
専門職学位課程の修了者は公共経営修士（専門職）という専門職学位を授与され、博士後期課程修了者には博士(公共経営)の学位が授与されていた。しばしば誤解されているが、博士後期課程は、専門職ではなく研究職の大学院である。
初代研究科委員長（研究科長）はかつて日本行政学会理事長を務めた片岡寛光。第二代は石田光義。第三代は縣公一郎。専任の教授陣には政治経済やジャーナリズムに関する実務家やアカデミック分野の教員が多数在籍していた。特に北川正恭が著名である。
学生は、新卒の学生のほか、議員やジャーナリスト、研究職、NGOなどの分野の現役社会人が集まっていた。修了生としては自由民主党の衆議院議員小渕優子などが有名である。

## 組織
- 設置年度 2003年（2011年募集停止）
- 研究科長 江上能義
- 学位課程
  - 専門職学位課程
  - 博士後期課程
- 学位　　　　　　　　
  - 公共経営修士(専門職)　　
  - 博士(公共経営)
- 専攻 公共経営学専攻

- 入学時期 4月入学または9月入学
- 標準修業年限
  - 1年コース(主に実務経験者)
  - 2年コース(新卒者及び実務経験者)

## トップセミナー
政治家、経済人、作家、画家、学者、映画人など各界から個性的な人物を招き、話を聴く公共経営研究科名物講義。
以下は2007年度の実績。
- 河口洋一郎（CGアーティスト東大教授）
- 王毅（駐日中国大使）
- 石原信雄（元内閣官房副長官）
- 大石芳野（写真家）
- 成毛眞（インスパイア社長、元日本マイクロソフト社長）
- 岡田秀一（小泉純一郎首相秘書官）
- 塩川正十郎（元財務相）
- 谷内正太郎（外務次官）
- 金田直己（エイアイエス社長、日中韓ビジネス）
- 秋山耿太郎（朝日新聞社長）
- 佐藤優（作家、外務事務官）
- 麻生太郎（前外相）
- 佐藤ゆかり（衆院議員）
- 西原理恵子（漫画家）
- 堺屋太一（作家）
- 李鳳宇（映画プロデューサー）
- 田中均（元外務審議官）
- 大島賢三（前国連大使）
- 堀田力（元法務省官房長）
- 三枝成彰（作曲家）
- 鳥越俊太郎（ジャーナリスト）

## キャップストーンパートナー
キャップストーンプログラムに協力している企業一覧（2009年1月現在）
- 博報堂
- あずさ監査法人
- NTTデータ
- 共同通信社
- ClJ
- 大日本印刷
- テスコ
- 電通
- 日本経済新聞社
- 毎日新聞社
- 読売新聞社
- 朝日新聞社

## 主なインターンシップ先
- 自由民主党本部
- 与野党各国会議員事務所

- 経済産業省
- 総務省
- 文部科学省
- 環境省
- 金融庁
- 国税庁
- 文化庁

- 各地方自治体

- 総合研究開発機構

- TBS
- NHK

- 朝日新聞
- 毎日新聞
- 読売新聞
- 日本経済新聞
- 東京新聞

- 電通

## 研究分野
公共経営、行政経営、自治行政、自治制度、開発行政、計量行政、公共政策、憲法政策、立法政策、政策評価、公共経済、経済政策、公会計、ジャーナリズム

## 教員
専任教授
- 縣公一郎(行政学)
- 稲継裕昭(人事行政）
- 江上能義(開発行政）
- 片木淳(自治制度／選挙制度、元総務省消防庁次長）
- 岸本哲也(公共経済）
- 北川正恭(行政経営、元三重県知事)
- 小林麻理(公会計）
- 塚本壽雄(政策評価、元総務省行政評価局局長）
- 福島淑彦(経済政策)
- 藤井浩司(比較公共政策)
- 山田治徳(計量行政)
- 寄本勝美(自治行政)
- 野口晴子（医療経済学）
- 津田広喜(財政金融制度、元財務事務次官)

兼担教授
- 牛丸聡(財政学)
- 大浜啓吉(行政法)
- 佐藤正志(公共哲学)
- 辻隆夫(行政学)
- 友成真一(行政経営・政策経営)
- 福田耕治(国際公共政策)
- 堀口健治(農業経済)
- 山本武彦(国際政治)

客員教授・非常勤講師
- 大石久和(元国土交通省技監)
- 岡田邦彦(元松下政経塾塾頭、岡田アソシエイツ代表)
- 梶本章(朝日新聞論説委員)
- 榊原英資(元財務官、ミスター円)
- 竹内謙(元鎌倉市長)
- 手嶋龍一(元NHK、外交ジャーナリスト)
- 山本大二郎(読売新聞調査研究部)
- 与良正男(毎日新聞論説委員、テレビコメンテーター)
- 井熊均(日本総研執行役員)
- 黒岩祐治(フジテレビニュースキャスター)
- 藤巻健史(フジマキジャパン社長、JPモルガンモルガン銀行東京支店長、ジョージ・ソロスの投資アドバイザー歴任)
- 松平定知(元日本放送協会エグゼグティブアナウンサー (理事待遇))
- 三反園訓(テレビ朝日コメンテーター)

## 元教員
- 石田光義（元研究科長）
- 筑紫哲也（元『NEWS23』キャスター）
- 植草一秀（経済学者）
- 田勢康弘(元日本経済新聞記者)

## 出身者
政治
- 青柳陽一郎（衆議院議員）
- 小渕優子（経済産業大臣、内閣府特命担当大臣、衆議院議員）
- 武田良太（国家公安委員会委員長、内閣府特命担当大臣、衆議院議員）
- 武井俊輔（元宮崎県議会議員、衆議院議員）
- 中川俊直（衆議院議員）
- 東郷哲也（衆議院議員）
- 池田利恵（日野市議会議員、全国子宮頸がんワクチン被害者連絡会事務局長）
- 村田信之（釜石市議会議員、ジャーナリスト）

実業
- 元谷芙美子（アパホテル社長）
- 井之上喬（株式会社井之上パブリックリレーションズ代表取締役社長・CEO）
- 松江英夫（デロイトトーマツコンサルティング執行役）

マスコミ
- 池田健三郎（経済評論家、共同ピーアール総合研究所長、関西学院大学大学院経営戦略研究科客員教授）
- 若宮清（ジャーナリスト）
- 清水克彦（文化放送プロデューサー）

芸能
- 秋吉久美子（女優）
- 遊魚静（声優、劇団遊魚たいむ主宰）
- 山田耕平（歌手）